# Język yola
Język yola – wymarły język z rodziny języków anglo-fryzyjskich. Wyewoluował niezależnie od języka angielskiego. Duży wpływ na słownictwo miały języki francuski i irlandzki.
Nazwa yola oznacza „stary”.

## Obszar
Używany był w południowo-wschodniej Irlandii. Jeszcze w połowie XIX wieku języka używano w baroniach Bargy i Forth w południowej części Hrabstwa Wexford. 
W latach 70. w języku angielskim używanym w hrabstwie Wexford można było spotkać reminiscencje z języka yola (Diarmaid Ó Muirithe 1997):
- Amain – dobrze (w zwrocie Going on amain – dobrze idzie)
- Bolsker – nieprzyjazna osoba
- Chy – trochę
- Drazed – podniszczony, wyświechtany
- Fash – zakłopotanie
- Keek – zerkać, podglądać
- Saak – opalać się, wypoczywać przy kominku